# Milhafre-real

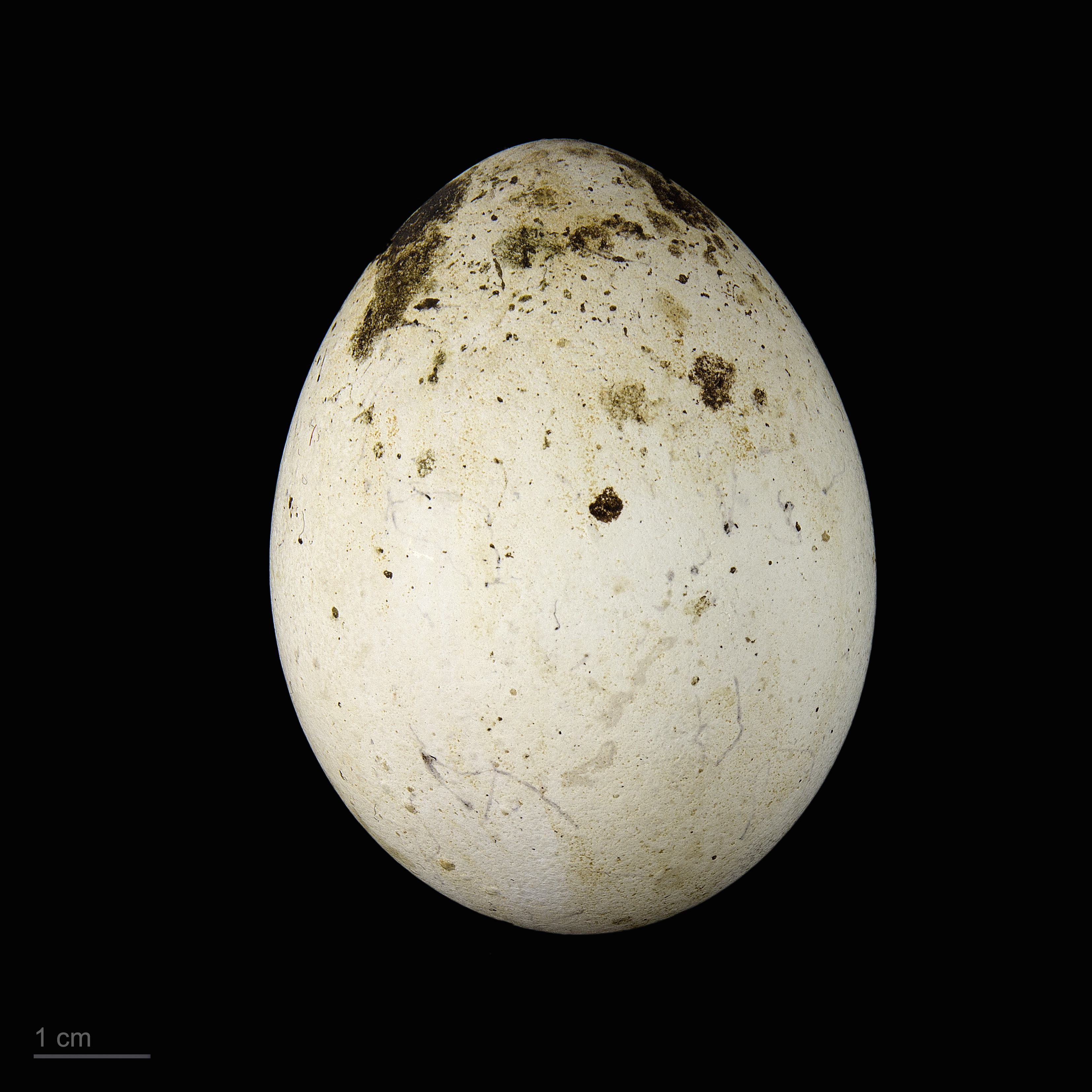
Milvus milvus - MHNT

O milhafre-real (Milvus milvus) é uma ave da família Accipitridae.
A cabeça é de cor clara e a cauda, em forma de forquilha, é de cor avermelhada.
É habitual em áreas de cultivo e caça. Prefere áreas húmidas e de pouca altitude.
Alimenta-se de vertebrados de pequena dimensão (répteis e anfíbios). Tal como o milhafre-preto, alimenta-se de restos encontrados em lixeiras.
A época de reprodução ocorre na Primavera.